# Tweede Kamerverkiezingen 1998/Kandidatenlijst/RPF
Dit is de kandidatenlijst voor de Tweede Kamerverkiezingen 1998 van de RPF. De partij had een lijstverbinding met de SGP en het GPV.

## De lijst
- vet: verkozen
- schuin: voorkeurdrempel overschreden

1. Leen van Dijke - 143.084 stemmen
2. André Rouvoet - 7.966
3. Dick Stellingwerf - 2.530
4. Cees van Bruchem - 799
5. Roel Kuiper - 765
6. Flora Lagerwerf-Vergunst - 3.339
7. Greet Visser-van Lente - 940
8. Willem Nuis - 593
9. Gerdien Rots - 695
10. Marien Bikker - 328
11. Willem Ouweneel - 4.714
12. Jitze Warris - 294
13. Atie van Geest-Groothuis - 439
14. Peter van Dalen - 130
15. Paul Blokhuis - 403
16. Johan Frinsel - 1.226
17. Alie Hoek-van Kooten - 2.256
18. Alex Langius - 149
19. Wil Hendriks - 228
20. Henk Jochemsen - 136
21. Albert de Boer - 182
22. Meindert Leerling - 613
23. Egbert Schuurman - 193
24. Rein Ferwerda - 275
25. Cor Hameeteman - 153
26. Willem Baarsen - 425
27. Pieter Jong - 420
28. Reinier Mulder - 188
29. Dick Schutte - 562
30. Wim Flim - 568

PvdA · CDA · VVD · D66 · AOV/U55+ · GroenLinks · Centrumdemocraten · RPF · SGP · GPV · SP · Senioren 2000 · Natuurwetpartij · NCPN · De Groenen · Vrije Indische Partij · Idealisten/Jij · NMP · Nederland Mobiel · Katholiek Politieke Partij · Het Kiezers Collectief · NSOV
1977 · 1981 · 1982 · 1986 · 1989 · 1994 · 1998